# Utrechts Kindercomité

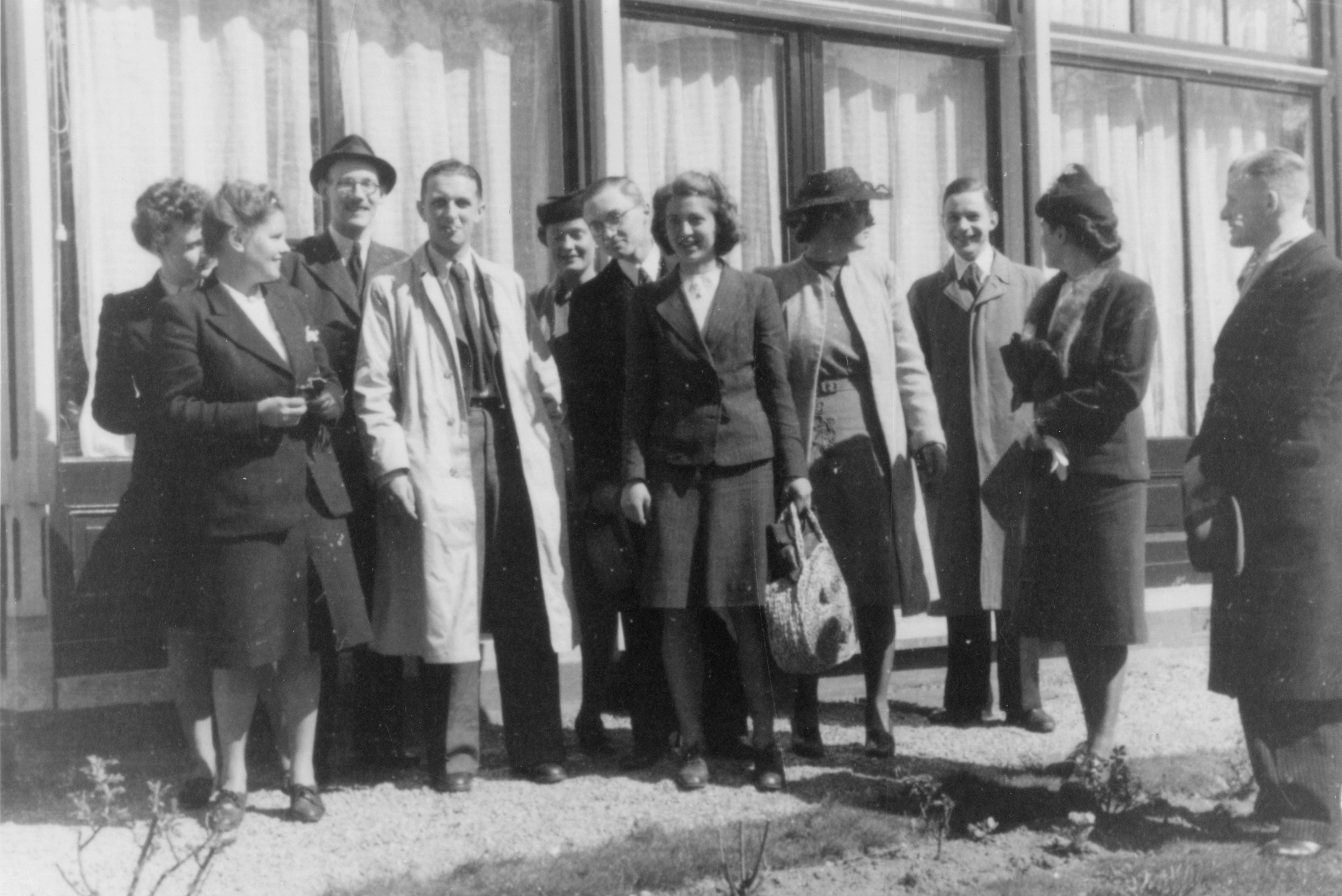
Enkele leden van het Kindercomité op de huwelijksreceptie van Geert Lubberhuizen (19 april 1944). Van links naar rechts Titie Timmenga, Annie de Waard, Ger Kempe, Manfred Lewinsohn, Olga Hudig, Rut Matthijsen, Dora Matthijsen en Ankie Stork. Verder Ewoud Storm van 's-Gravesande, Mary Vink-Muntz en Maarten Vink.

Het Utrechts Kindercomité of kortweg Kindercomité was tijdens de bezetting een Nederlandse verzetsgroep uit Utrecht die zich bezighield met het laten onderduiken van enkele honderden Joodse kinderen. Zij brachten ze onder bij pleeggezinnen, en als dat niet kon tijdelijk in de crèche Kindjeshaven. Leden van het Kindercomité waren vooral ongehuwde Utrechtse studenten. 
Enkele honderden Amsterdamse kinderen konden via deze organisatie, de Amsterdamse Studenten Groep en de Trouwgroep door het gehele land onderduiken. De naam voor deze groep is pas na de Tweede Wereldoorlog ontstaan.

## Geschiedenis
Het Kindercomité werd in de zomer van 1942 opgezet door Jan Meulenbelt, nadat Ad Groenendijk een aantal kinderen bij diens moeder had ondergebracht waarvoor een permanent onderduikadres moest worden gevonden. Meulenbelt ging op zoek naar adressen en relaties die hulp zouden kunnen bieden. Een van hen was zijn docent Ger Kempe, hoofdassistent van het Criminologisch Instituut. Korte tijd later traden ook Rut Matthijsen, Frits Iordens en Anne Maclaine Pont toe tot het Kindercomité, gevolgd door Hetty Voûte en Gisela Söhnlein. Er werd vanaf het begin nauw samengewerkt met de Amsterdamse Studentengroep, onder leiding van Piet Meerburg en Wouter van Zeytveld. Ook elders kreeg het Kindercomité vaste contacten, zoals met Ru Paré in Den Haag. Verder waren er tijdelijke krachten en contacten, zoals Adeline Finkelstein en Geke Linker.
De gezinnen waar kinderen werden ondergebracht kregen gemiddeld 42 gulden per maand kostgeld. Aanvankelijk waren het vooral Rut Matthijsen en Ger Kempe die zich bezighielden met het vergaren van gelden. Kempe benaderde onder anderen Pieternella ("tante Nel") Ketel, die hem 1600 gulden schonk, genoeg om de onkosten vele weken te bestrijden. De aartsbisschop Johannes de Jong, een goed contact van hoogleraar Willem Pompe (de baas van Kempe), schonk de groep 10.000 gulden om hun activiteiten te bekostigen. Eind 1942 werd met het oog op het vergaren van gelden ook Geert Lubberhuizen aangetrokken. Verder brachten studenten zelf geld in. Desondanks bleef de financiering van het kinderwerk zorgen baren. Maclaine Pont benaderde daarom in januari 1943 een vroegere klasgenote van haar, Annie de Waard, die als collectant aan de slag ging.  
Na de invoering van de loyaliteitsverklaring, in maart 1943, kreeg het Kindercomité er vier parttime medewerkers bij: Jelle de Jong, zijn verloofde Jaco Stamperius, James van Beusekom (een huisgenoot van De Jong) en Alice Brunner. Het comité kreeg een contactadres op Boothstraat 17 in Utrecht. 
In april 1943 kreeg MacLaine Pont een handgeschreven versie van Het lied der achttien dooden van Jan Campert in handen. Zij gaf het aan Lubberhuizen, met de vraag of hij er niet iets mee kon doen. Het werd de eerste uitgeversactiviteit van Lubberhuizen en de allereerste uitgave van uitgeverij De Bezige Bij. Het gedrukte gedicht bracht veel geld op voor het Kindercomité, niet alleen in Utrecht. Zo werd Ankie Stork op pad gestuurd om het gedicht te verkopen in haar geboortestreek.   

### Aanslag in Esch
Het Utrechts Kindercomité had een vluchthuis in het Noord-Brabantse plaatsje Esch. Daar werden ook tijdelijk Joodse kinderen opgevangen. James van Beusekom had een stel gevonden dat bereid was om daar toezicht te houden, een zekere Dirk de Ruiter en Mies van Ginkel. Het tweetal bleek echter voor de Sicherheitsdienst te werken. Aangezien zij de (schuil)namen van diverse comitéleden kenden en op de hoogte waren van het contactadres in Utrecht, werd het besluit genomen om beiden te liquideren. De aanslag, gepleegd door twee leden van de Oranje Vrijbuiters uit de Utrechtse buurt Oog in Al, mislukte; De Ruiter werd gedood, maar Mies van Ginkel overleefde de aanslag. Hun pleegzoon die onverwacht aanwezig bleek te zijn, wist te ontkomen en de politie te alarmeren. De pleegzoon noemde daarbij de naam van James van Beusekom en het contactadres in Utrecht.
Boothstraat 17 werd overvallen en alle aanwezigen, waaronder ook Joodse onderduikers, werden meegenomen. Enkele dagen later werden Gisela Söhnlein en Hetty Voûte, die de aanslagplegers naar Esch hadden begeleid, opgepakt. Jan Meulenbelt, Rut Matthijsen, James van Beusekom en Alice Brunner moesten onderduiken. Jelle de Jong nam de plek van Jan Meulenbelt in, maar kon zijn coördinatorschap slechts kort uitvoeren. In september 1943 werd hij uit de groep gezet, toen hij weigerde zijn pasgeboren dochter te erkennen.
Om de ondergebrachte kinderen later weer op te kunnen sporen was door Hetty Voûte een minutieuze administratie bijgehouden. Na haar arrestatie werd de administratie ondergebracht in het rooms-katholieke Aartsbisschoppelijk Paleis aan de Utrechtse Maliebaan. 
Nadat om verschillende redenen comitéleden waren weggevallen dan wel afgehaakt, waren het in 1944 Annie de Waard, Titia Timmenga, Olga Hudig, To Hudig en de Utrechtse familie Renier (in het comité bekend als "de dames Renier") die de kinderen verzorgden.
Naast de circa vierhonderd kinderen die konden onderduiken, wist men ook enkele volwassenen onder te brengen. Enkele kinderen zijn uiteindelijk toch opgepakt, een aantal leden van het Kindercomité is omgekomen tijdens de Tweede Wereldoorlog.

## Eerbetoon
De Utrechts Kindercomitéstraat in Utrecht is naar de verzetsgroep genoemd.